# Station Mære
Station Mære is een voormalige spoorweghalte in het dorp Mære in de  Noorse gemeente Steinkjer. De halte werd geopend in 1917. Mære ligt aan Nordlandsbanen tussen de stations in Sparbu en Steinkjer. Het station is tot 2001 in gebruik geweest. In dat jaar werd de dienstregeling op het traject gereorganiseerd waarbij zes haltes, waaronder Mære, werden gesloten.